# محافظة تهاي غوين
محافظة تهاي غوين  ( بالفيتنامية : Thái Nguyên ) هي إحدى محافظات فيتنام. وتقع في شمال شرق. وهي مقاطعة في شمال فيتنام. وهي منطقة جبلية في اقليم ميدلاند، وتعتبر منطقة طبيعية تبلغ مساحتها 3534.45 كيلومتر مربع وعدد سكانها 1149100 شخص اعتبارا من عام 2008. ويعتبر مجتمعها متعدد الأعراق حيث يشتمل على ثمانية جماعات عرقية.
وتعد بمواردها المعدنية الغنية ومناخها الصحي والسليم توفر فرصا كبيرة للتنمية الصناعية للمستثمرين المحليين والأجانب. وكما هو معروف التايلاندية نغوين أنها مركز تعليمي فهي تحتل المرتبة الثالثة على الصعيد الوطني بأحدى وعشرون (21) جامعة وكلية. وتعد كذلك مركز لصناعة الشاي في البلاد بمساحة 16000 هكتار (في المرتبة الثانية بعد لام دونغ) بإنتاج 100,000 طن / سنة؛ المجفف إنتاج الشاي المجفف 25000 طن / سنة. ويعتبر هذا النوع من الشاي المنتج هنا في الإقليم الأرقى في فيتنام.

## روابط إضافية
- الموقع الرسمي